# يين هاو
يين هاو (بالصينية: 殷昊) هو لاعب شطرنج صيني، ولد في 1979.

## وصلات خارجية
- يين هاو على موقع الاتحاد الدولي للشطرنج (الإنجليزية)
- يين هاو على موقع مباريات الشطرنج (الإنجليزية)
- يين هاو على موقع 365Chess.com (الإنجليزية)
- يين هاو على موقع Chesstempo.com (الإنجليزية)
- يين هاو على موقع الاتحاد الأمريكي للشطرنج (الإنجليزية)
- يين هاو سجل أولمبياد الشطرنج على موقع OlimpBase.org (الإنجليزية)